# Muzej miniaturnih knjig v Bakuju
Muzej miniaturnih knjig v Bakuju je edini muzej miniaturnih knjig na svetu. Nahaja se v starem mestu Bakuja. Muzej je začel delovati 2. aprila 2002. Leta 2015 je Muzej miniaturne knjige prejel certifikat Guinnessove knjige rekordov kot največji zasebni muzej miniaturnih knjig. 

## Ustanovitelj
Eksponate v muzeju je Zarifa Salahova (sestra Tahirja Salahova) zbirala 30 let. Njena zbirka obsega več kot 6500 knjig iz 64 različnih držav. Muzej je bil odprt za javni ogled z željo, da bi spodbujal otroško pismenost.

## Značilnosti muzeja
Zbirka vsebuje miniaturne knjige, ki so bile izdane v porevolucijski Rusiji in v sovjetskem obdobju.
Razstava vsebuje knjige iz več držav, med drugim iz  Moldavije, Gruzije, Ukrajine, Belorusije ter iz republik Srednje Azije in Evrope. Med njimi je veliko redkih izdaj, vključno z deli Čukovskega, Barta, Gogolja, Dostojevskega in dela Puškina. V muzeju so razstavljene miniaturne knjige znanih azerbajdžanskih klasikov, kot so Vagif, Khurshidbanu Natavan, Nizami Ganjavi, Nasimi, Fizuli, Samed Vurgun, Mirza Fatali Akhundov in drugi.
Med drugimi pomembnimi miniaturami v tej zbirki sta tudi izvod Korana iz 17. stoletja,  knjiga iz 13. stoletja, ki jo je izdal Peter Schöffer (naslednik Johannesa Gutenberga ). 
Obiskovalci si lahko v muzeju ogledajo tudi redke starodavne verske knjige, stare več kot 100 let. Najstarejša knjiga je Koran, ki je bil izdan v Savdski Arabiji leta 1672. Poleg tega je v muzeju tudi miniaturna knjiga, ki jo sestavljajo pesmi skupine The Beatles. Zbirko v muzeju redno dopolnjujejo z novimi publikacijami.
Muzej sestavlja 15 oddelkov, kot so "Mednarodne", "Baltske države", "Najmanjše", "Azerbajdžanski avtorji", "Sovjetska doba", "Najstarejše", "Otroške", "Puškin", "Srednja Azija" itd. V muzeju je 25 zastekljenih razstavnih vitrin.
Večina knjig v oddelku za Azerbajdžan se nanaša na sedanje in nekdanje predsednike te države. Obstajajo tudi miniaturne knjige, posvečene življenju nekdanjega predsednika ZDA Baracka Obame in turškega nacionalističnega voditelja Mustafe Kemala Atatürka.
V to kategorijo spadajo tudi knjige o obiskih voditeljev različnih držav v Azerbajdžanu. V muzeju so razstavljene tudi miniaturne otroške knjige v azerbajdžanskem jeziku. Muzej ima tudi poseben oddelek za rusko književnost.
Kategorija Puškin, eden od izjemnih ruskih pesnikov, ki je živel v 19. stoletju, vključuje 320 knjig o njem in njegovih delih. Najbolj znane med njimi so Evgenij Onjegin (1837), Pikova dama, Belkinove zgodbe, Življenjepis mojega Lermontova, pa tudi zelo majhna knjiga Puškinovih pesmi, posvečena Moskvi.

## Velikosti knjig
V muzeju je več tisoč knjig v pravljični velikosti: makro-mini, miniaturne, mikro-mini in ultra-mini mikro.
V Muzeju miniaturnih knjig v Bakuju so razstavljene tudi tri najmanjše knjige na svetu, vsaka v velikosti 2 mm x 2 mm, ki jih je mogoče prebrati le s povečevalnim steklom in ki jih je izdala založba Toppan: V Baku so razstavljene naslednje knjige: "Jezik cvetja", "Rojstni kamen" in "Znamenja zodiaka". Te knjige so bile izdane leta 1978 v Tokiu .
"Najbolj čudežna stvar" je edina knjiga v muzeju, ki spada v kategorijo miniaturnih knjig z velikostjo 6 mm x 9 mm. Knjiga je bila izdana leta 1985 v Moskvi. Knjiga vsebuje dela Maksima Gorkega in Puškina. Prevedena je bila v štiri jezike: v italijanščino, nemščino, francoščino in angleščino.

## Podružnice
Muzej ima 3 podružnice, od katerih je vsaka začela delovati na osebno pobudo Zarife Salahove, ki se nahajajo v Shakiju, Nakhchivanu in Ganji.
18. decembra 2014 je bila odprta podružnica Muzeja miniaturnih knjig v Nahčivanu v knjižnici, ki nosi ime po Mammadu Saidu Ordubadiju. Podružnica vključuje 1000 izvodov, ki so bili prvotno pripeljani iz Bakuja.
Podružnica Muzeja miniaturnih knjig v Gandži je bila odprta 21. maja 2016. V njej je več kot 1045 izvodov miniaturnih knjig, izdanih v različnih državah. Razstavljene so tudi knjige v ruskem, turškem, angleškem, nemškem, arabskem, gruzijskem in drugih jezikih.
Leta 2017 je začela delovati podružnica muzeja v mestu Šeki. V šestih vitrinah je razstavljenih 620 miniaturnih knjig, izdanih v 26 državah.

## Razstave
Miniaturne knjige muzeja so bile razstavljene v Kabulu (1988), v Istanbulu (1991), Haifi (1994), na Kitajskem (1995), v Moskvi (1997 in 2003), v Kijevu in Sydneyju (2000), v Mainzu (2003), v Ankari (2005), v Parizu (1999 in 2006), v Savdski Arabiji (2007), v Londonu in Minsku (2009), v Šanghaju (2010) ter v Pekingu in Havani (2011).